# Apal

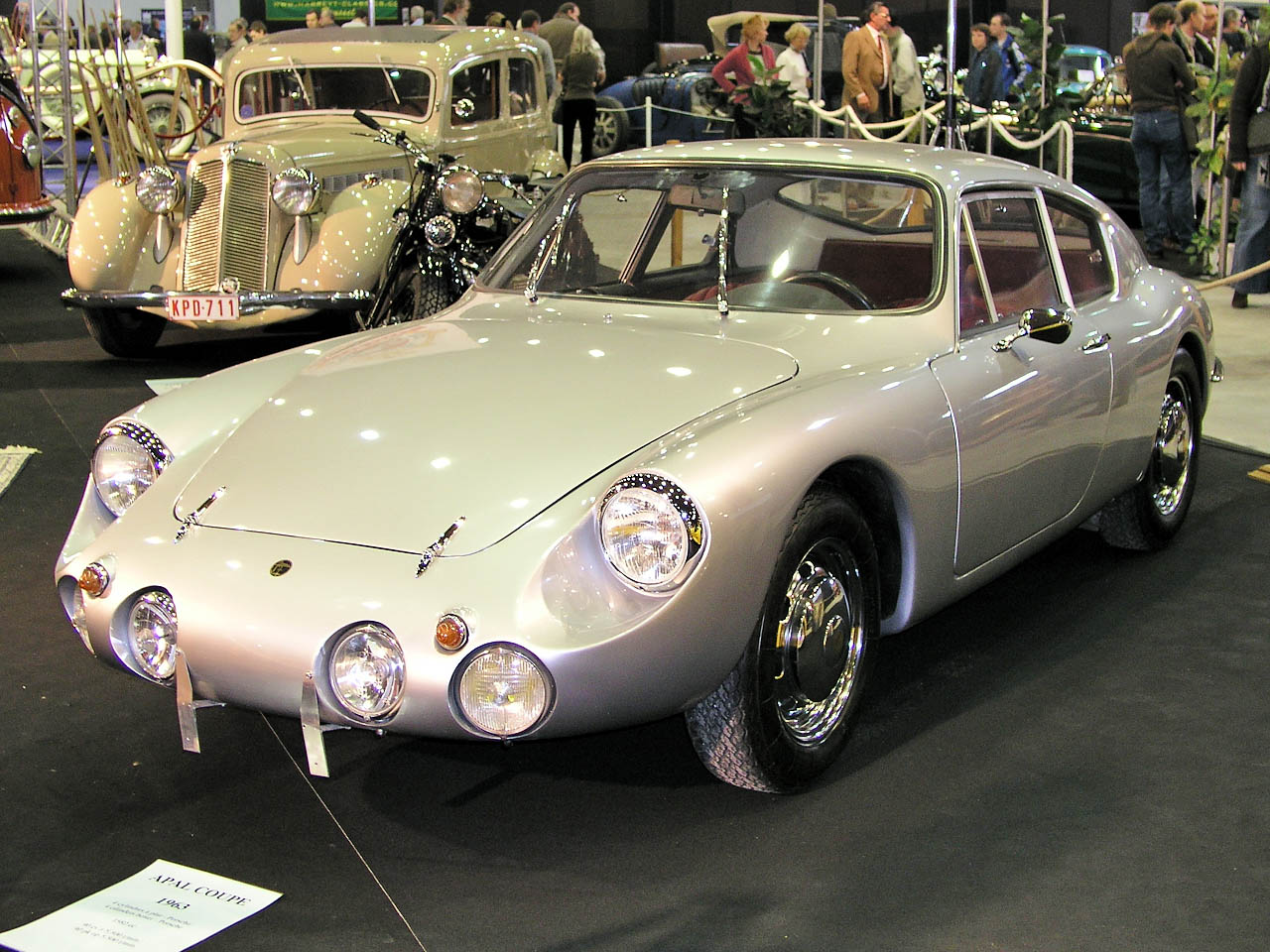
Das Apal Coupé wurde von 1961 bis 1965 gebaut und entstand als Fiberglaskarosserie auf einem VW-Käfer-Fahrgestell.

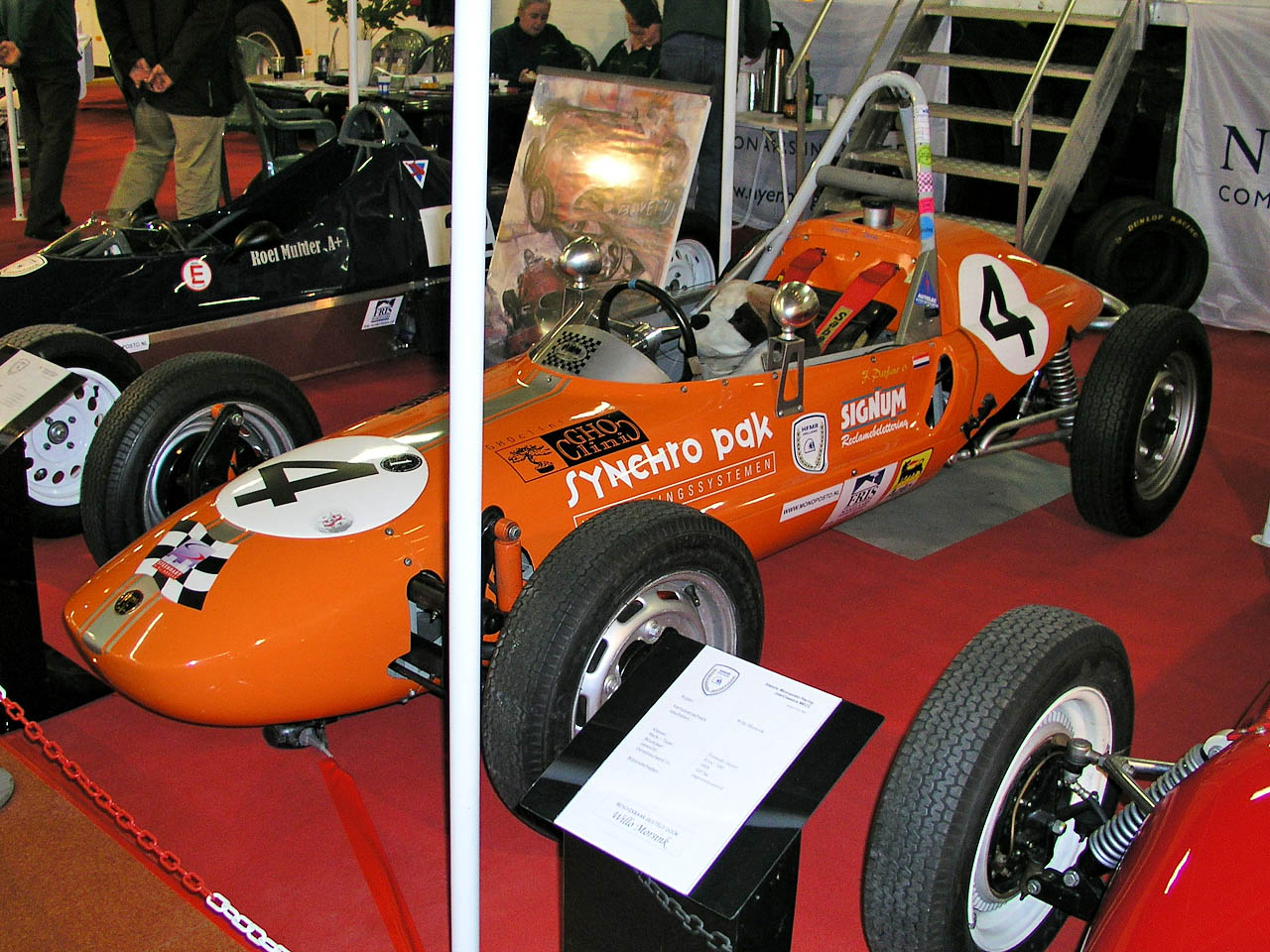
1966 Apal Formel Vau Einsitzer.

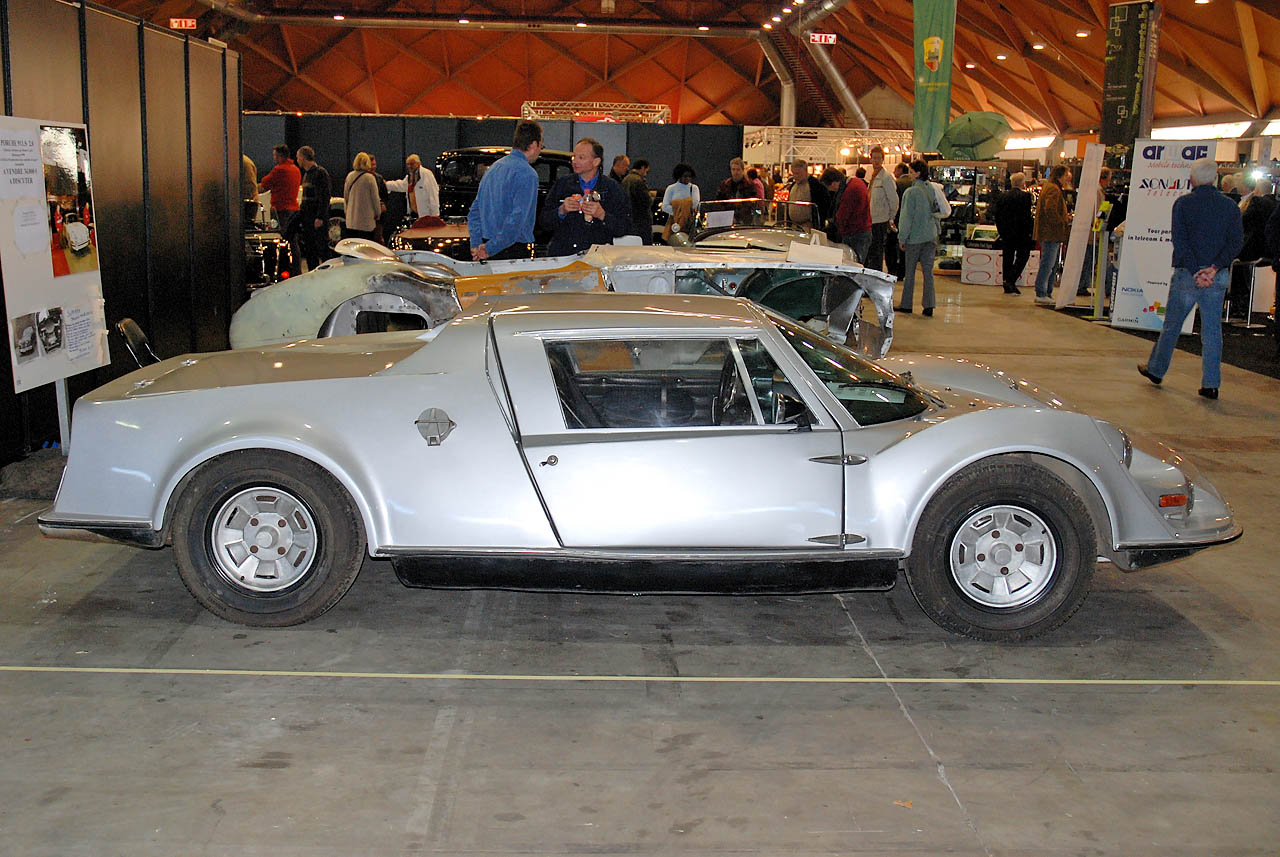
Der Apal Horizon GT war ein Fiberglas-Mittelmotor-Sportwagen, der in niedriger Stückzahl 1968 und 1969 gebaut wurde.

Apal war ein belgischer Automobilhersteller. In den 1990er Jahren hat das Unternehmen die Fertigung umgestellt und produzierte Luxus-Badezimmer. Im Juni 2008 wurde das Unternehmen aufgelöst.

## Unternehmensgeschichte
Fiberglas-Spezialist Edmond Pery gründete 1961 die Automobil-Manufaktur. Der Sitz war in Blegny-Trembleur (Lüttich). Er präsentierte sein erstes Modell, ein GT-Coupe, angetrieben von Volkswagen- oder Porsche-Motoren, auf dem Brüsseler Autosalon 1962.
1965 begann Apal mit der Fertigung eines Formel-V-Einsitzers.
Zwischen 1968 und 1973 wurden rund 5000 Fiberglas-Karosserien für unterschiedliche Buggies produziert, etwa der Apal Buggy, der Apal Rancho, der Apal Jet, der Apal Avvi, der Apal Corsa (mit Flügeltüren) und der Apal Horizon.
Das erfolgreichste Modell war der Apal Speedster, eine Replica des Porsche 356, aufbauend auf einem verkürzten VW-Käfer-Fahrgestell. 700 Speedster wurden von 1981 bis 1994 gebaut.
Das letzte Modell, der Apal Sport One, basierte auf dem Pontiac Fiero und wurde 1992 vorgestellt. Dieses Modell ging nicht in Produktion.
Edmond Pery entwarf außerdem einen Allrad-Prototyp für DAF 1974 und einen anderen Prototyp für Volkswagen 1992.

## Fortsetzung in Deutschland
Apal GmbH, ein am 11. Januar 1999 gegründetes deutsches Unternehmen aus Ostercappeln, erwarb alle Ersatzteile und begann mit der eigenen Produktion des Apal Speedster.
2006 beendete das Unternehmen die Produktion vollständiger Fahrzeuge, weil die Zulassungsbestimmungen nach dem Auslaufen der VW-Käfer-Fertigung zu hohe Hürden darstellten, und beschränkte sich danach auf den Verkauf von Bausätzen und Ersatzteilen. Am 12. Mai 2015 wurde das Unternehmen aufgelöst.